# Мікеле Скарпоні
Мікеле Скарпоні (італ. Michele Scarponi; 25 вересня 1979, Єзі, Італія — 22 квітня 2017, Філоттрано, Італія) — професійний італійський велогонщик, який брав участь у міжнародних змаганнях у 2002—2017 роках. За час своєї кар'єри виступав за команди Acqua e Sapone–Cantina Tollo, Domina Vacanze–Elitron, Würth, Acqua & Sapone–Caffè Mokambo, Androni Giocattoli, Lampre–Merida та Astana Pro Team. Був оголошений переможцем Джиро д'Італія 2011 року після відмови від перемоги Альберто Контадора. Також переможець змагань Тіррено-Андріатіко 2009 року, Вуельта Каталонії 2011 року та Джиро дель Трентіно 2011 року.

## Біографія

### Юність
Народився 25 вересня 1979 року у місті Єзі на сході Італії. З восьми років займався велоспортом, виступав за місцевий клуб «Pieralisi». У 1997 році переміг на юніорському чемпіонаті Італії з шосейного велоспорту. Після цього він отримав місце у національній збірній Італії на чемпіонаті світу з шосейних велогонок, що пройшов у Сен-Себастьяні в Іспанії. Там зайняв 104 місце.

### Кар'єра

#### Гранд Тури
| Гранд Тур       | 2002 | 2003 | 2004 | 2005 | 2006 | 2007 | 2008 | 2009 | 2010 | 2011 | 2012 | 2013 | 2014 | 2015 | 2016 |
| --------------- | ---- | ---- | ---- | ---- | ---- | ---- | ---- | ---- | ---- | ---- | ---- | ---- | ---- | ---- | ---- |
| Джиро д'Італія  | 18   | 16   | —    | 47   | DNF  | —    | —    | 31   | 4    | 1    | 4    | 4    | DNF  | —    | 16   |
| Тур де Франс    | —    | —    | 32   | —    | —    | —    | —    | —    | —    | —    | 24   | —    | 49   | 41   | —    |
| Вуельта Іспанії | —    | 13   | —    | 11   | —    | —    | —    | —    | —    | DNF  | —    | 15   | —    | —    | 11   |

#### Чемпіонати
| Змагання         | Змагання | 2009 | 2010 | 2011 | 2012 | 2013 | 2014 | 2015 | 2016 |
| Чемпіонат світу  | RR       | DNF  | —    | —    | —    | 16   | —    | —    | —    |
| Чемпіонат Італії | RR       | —    | —    | —    | 6    | 2    | 11   | DNF  | —    |

#### Багатоденки
| Змагання            | 2005 | 2006 | 2007 | 2008 | 2009 | 2010 | 2011 | 2012 | 2013 | 2014 | 2015 | 2016 | 2017 |
| Париж—Ніцца         | —    | —    | —    | —    | —    | —    | —    | —    | 30   | —    | —    | —    | —    |
| Тіррено—Адріатіко   | 60   | 57   | 9    | —    | 1    | 2    | 3    | 7    | —    | 9    | 23   | DNF  | 15   |
| Вуельта Каталонії   | 80   | —    | —    | —    | —    | —    | 1    | —    | 3    | —    | —    | —    | —    |
| Тур Країни Басків   | —    | —    | —    | —    | —    | —    | —    | 8    | —    | —    | 6    | —    | —    |
| Тур Романдії        | —    | 66   | —    | —    | —    | —    | —    | —    | —    | —    | 11   | —    | —    |
| Крітеріум ду Дофіне | —    | —    | —    | —    | —    | —    | —    | —    | —    | —    | 27   | —    | —    |
| Тур Швейцарії       | —    | 40   | —    | —    | —    | —    | —    | —    | 21   | —    | —    | 27   | —    |
| Тур Польщі          | —    | —    | —    | —    | —    | —    | DNF  | —    | 45   | —    | —    | —    | —    |

#### Монументальні одноденки
| Змагання           | 2003 | 2004 | 2005 | 2006 | 2007 | 2008 | 2009 | 2010 | 2011 | 2012 | 2013 | 2014 | 2015 | 2016 | 2017 |
| ------------------ | ---- | ---- | ---- | ---- | ---- | ---- | ---- | ---- | ---- | ---- | ---- | ---- | ---- | ---- | ---- |
| Мілан—Сан-Ремо     | —    | —    | 133  | —    | —    | —    | 46   | 30   | 6    | —    | —    | —    | 21   | —    | —    |
| Тур Фландрії       | —    | —    | —    | —    | —    | —    | —    | —    | —    | —    | —    | —    | —    | —    | —    |
| Париж—Рубе         | —    | —    | —    | —    | —    | —    | —    | —    | —    | —    | —    | —    | —    | —    | —    |
| Льєж—Бастонь—Льєж  | 4    | 7    | —    | —    | —    | —    | 34   | —    | —    | 8    | 5    | —    | 41   | —    | —    |
| Джиро ді Ломбардія | —    | —    | DNF  | —    | —    | —    | 86   | 2    | —    | —    | DNF  | DNF  | DNF  | —    | —    |

### Смерть
17 квітня 2017 року виграв перший етап Альпійського Туру, зайняв в загальному заліку гонки четверте місце. Після останнього етапу, який пройшов 21 квітня, повернувся додому у Філоттрано для підготовки до Джиро д'Італія, на якій повинен був стати капітаном команди. На наступний ранок, 22 квітня 2017 року, трагічно загинув в ДТП; він виїхав на тренування на велосипеді і був збитий мікроавтобусом. У нього залишилася дружина і двоє дітей.